# Chamberlain Oguchi
Chamberlain "Champ" Emeka Oguchi (ur. 28 kwietnia 1986 w Houston) – amerykański koszykarz posiadający także nigeryjskie obywatelstwo, występujący na pozycjach obrońcy oraz skrzydłowego.
W 2013 roku uzyskał pozytywny wynik testu antydopingowego. W jego organizmie stwierdzono obecność bromantanu.
7 sierpnia 2015 roku podpisał umowę z zespołem Anwilu Włocławek. Klub opuścił 20 kwietnia 2016 roku.

## Osiągnięcia
Stan na 20 maja 2019, na podstawie, o ile nie zaznaczono inaczej.

### NCAA
- Uczestnik rozgrywek Elite 8 turnieju NCAA (2007)
- Mistrz turnieju konferencji Pac-12 (2007)
- Najlepszy nowo przybyły zawodnik konferencji MVC (2009)
- Zaliczony do: 
  - I składu:
    - turnieju:
      - MVC (2009)
      - Pac-12 (2006)

    - najlepszych nowo przybyłych zawodników MVC (2009)

  - II składu MVC (2009)

### Drużynowe
- 3. miejsce w Pucharze Rosji (2013)
- Uczestnik:
  - wenezuelskiego meczu gwiazd (2012)
  - letniej ligi NBA w barwach Chicago Bulls (2013)

### Reprezentacja
Drużynowe
- Mistrz Afryki (2015)
- Brązowy medalista mistrzostw Afryki (2005)
- Uczestnik:
  - mistrzostw:
    - świata (2006 – 14. miejsce)
    - Afryki (2005, 2007 – 5. miejsce, 2009 – 5. miejsce, 2013 – 7. miejsce, 2015)

  - Igrzysk Olimpijskich (2012 – 10. miejsce)

Indywidualne
- MVP mistrzostw Afryki (2015)
- Zaliczony do I składu mistrzostw Afryki (2015)